# Álvaro Bellolio
Álvaro Bellolio Avaria (Santiago de Chile) es un Ingeniero Civil Industrial y político chileno, actualmente ocupa el cargo de consejero regional por la Región Metropolitana. Previamente, entre el 28 de mayo de 2021 y el 31 de marzo de 2022, se desempeñó como director nacional del Servicio Nacional de Migraciones (SERMIG), bajo el segundo gobierno de Sebastián Piñera. También ejerció la titularidad del Departamento de Extranjería y Migración (DEM), desde 2018 hasta su disolución, en 2021.

## Familia y estudios
Es hijo de Jaime Bellolio Rodríguez (ex director de Canal 13) y de Margarita María Avaria Benapres. Es hermano de Jaime Bellolio, quien fuera diputado, entre 2014 y 2020; y ministro Secretario General de Gobierno del presidente Sebastián Piñera, entre 2020 y 2022. Su abuelo, Blas Bellolio, fungió como senador durante la década de 1960.
Estudio en el Colegio Cordillera. Luego ingresó a la carrera de Ingeniería Civil Industrial con mención en tecnologías de la información en la Pontificia Universidad Católica (PUC). Luego, cursó un magíster en políticas públicas en la Universidad de Chicago, Estados Unidos.

## Trayectoria profesional
Fue presidente del Grupo de Trabajo sobre Migración de la Organización para la Cooperación y el Desarrollo Económico (OCDE).
Durante el segundo gobierno del presidente Sebastián Piñera, en marzo de 2018, fue designado como jefe del Departamento de Extranjería y Migración del Ministerio del Interior y Seguridad Pública. Luego de un cambio legal en dicho organismo, a raíz de la promulgación de una nueva «Ley de Migraciones» en abril de 2021; fue creado el Servicio Nacional de Migraciones (SERMIG), por lo cual fue reasignado por Piñera en la jefatura de la dirección nacional del reciente servicio, el 28 de mayo de ese año.
Desde mayo del año 2022 es Director de la Escuela de Gobierno de la Universidad Andrés Bello.

Álvaro Bellolio (UDI), obtuvo la primera mayoría en las elecciones de consejeros regionales de 2024 con 82.032 votos.
Asume reemplazo del Gobernador Claudio Orrego el 2025 por el artículo 42 del reglamento del Consejo Regional Metropolitano, si el gobernador regional se ve impedido temporalmente de ejercer sus funciones (ya sea por suspensión, formalización o razones médicas), será reemplazado en su rol de presidente del Consejo Regional por el consejero que haya obtenido la mayor votación ciudadana.

## Columnista
Por otra parte es columnista frecuente de varios medios digitales como lo son la web que publica cartas de diarios como "Nuevo Poder" en donde expone sobre "El voto de extranjeros en Chile" o en "El Libero" como autor de distintos archivos como por ejemplo "Los riesgos de sentarse con Irán y Rusia en nombre del desarrollo", "El telefonazo que no fue"

## destitución del gobernador Orrego
Consejeros regionales del Partido Republicano y la UDI llegaron a las oficinas del Tribunal Calificador de Elecciones para ingresar un requerimiento donde solicitaron formalmente la destitución del gobernador de Santiago, Claudio Orrego.
Lo anterior, acusando un “notable abandono de deberes y faltas graves a la probidad administrativa” por parte del exmilitante de la Democracia Cristiana, tras darse a conocer un reciente informe de la Contraloría que cuestionaba los recursos utilizados por Orrego en su campaña para la reelección.
con un documento de 180 páginas que fue respaldado por 16 CORES y que desglosa un total de 17 cargos.

## Polemicas

#### Christina Aguilera en Chile
El rol de Álvaro Bellolio, exdirector de Migraciones del expresidente Sebastián Piñera, en el proceso sancionatorio contra la productora "Bizarro" en el evento de " Christina Aguilera en Chile" por permisos vencidos del staff que eran de nacionalidad extranjera 
La Fundación Centro de Estudios e Investigación Nuevas Contingencias Sociales, que ofrece el servicio de tramitación de permisos para artistas extranjeros que vienen por unos días a trabajar a Chile en espectáculos masivos y fue contratada por la productora "Bizarro". El 25 de febrero de 2023 la PDI concurrió al Movistar Arena, en Santiago,  para fiscalizar al personal del show de la artista Christina Aguilera, días después de su presentación en Viña del Mar. En ese momento 39 de ellos estaban sin permisos vigentes y se asoció a problemas en la plataforma.
El exdirector del Sermig prestaró servicios a través de esta Fundación que entrega asesoría para viajeros VIP, de artistas de talla internacional que pisan suelo chileno y que requieren autorización para desempeñar sus labores en el país.

## Historial electoral
| Año  | Tipo | Territorio | Pacto       | Partido                       | Votos  | %      | Resultado |
| ---- | ---- | ---------- | ----------- | ----------------------------- | ------ | ------ | --------- |
| 2024 | CORE | Santiago 4 | Chile Vamos | Unión Demócrata Independiente | 82 032 | 13.66% | electo    |